# 静岡東急スクエア
静岡東急スクエア（しずおかとうきゅうスクエア）は、静岡県静岡市葵区伝馬町にあった複合商業施設（ファッションビル）。SHIZUOKA109（シズオカイチマルキュー、静岡109）を前身とする。2023年（令和5年）7月17日に閉館し、閉館後は静岡伝馬町プラザ直営の「けやきプラザ静岡」が暫定開業している。

## 概要

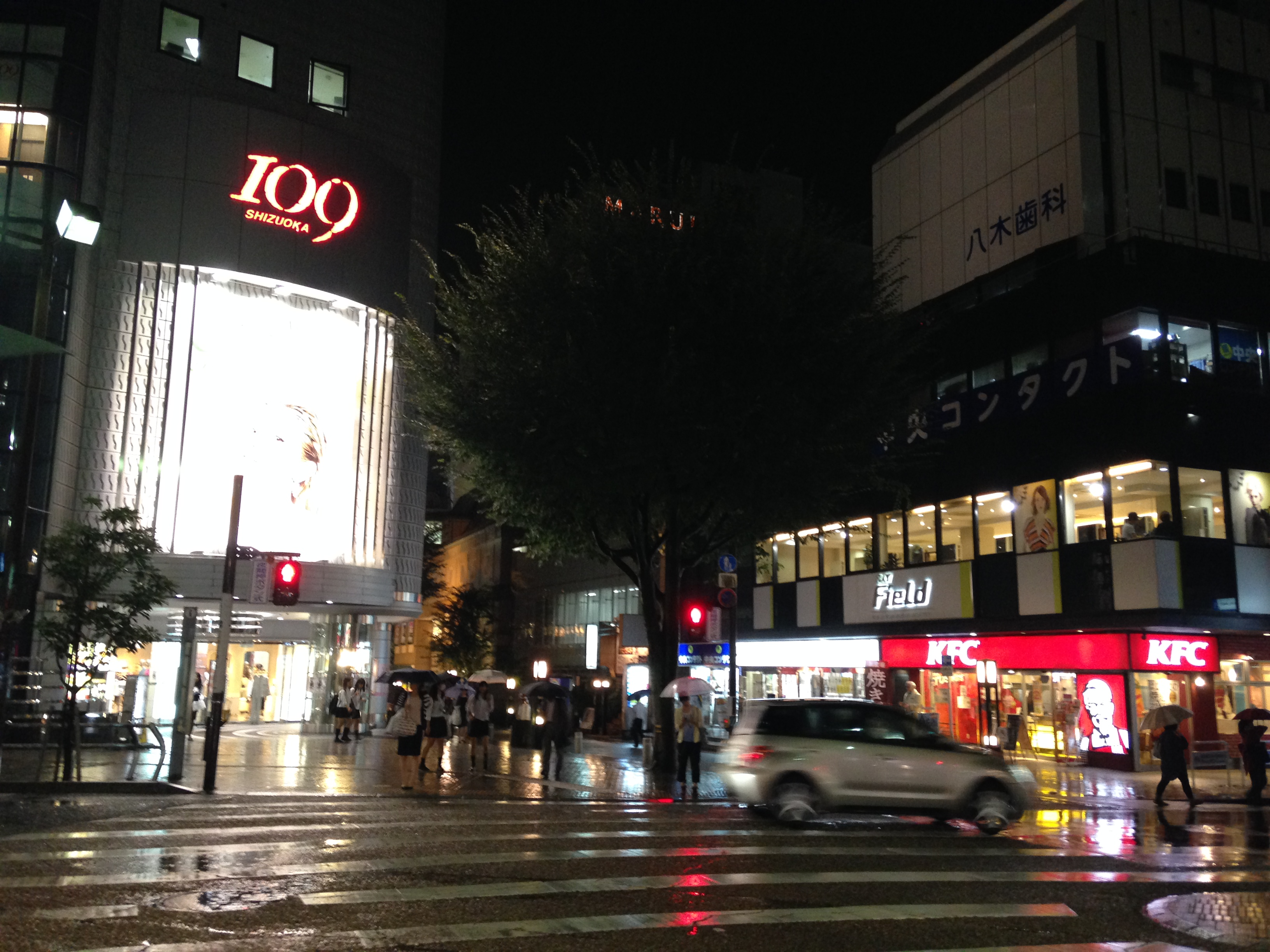
旧SHIZUOKA109

静岡伝馬町プラザビルの地下1階から5階までを商業フロアとする複合型商業施設で、近隣の商業施設との競争激化から差別化を図るために、以前同店と同じ場所にあったSHIZUOKA109を改装する形でオープンした。
2017年（平成29年）7月より地下1階の一部店舗のみ暫定営業を開始し、同年11月に全館グランドオープンした。
東急モールズデベロップメントが運営する施設であるが、近接する新静岡セノバ内にハンズがあるため、雑貨だけでなくファッションブランドを中心としたテナント構成となっている。2023年（令和5年）7月17日に閉館。

## フロア

### 地下1階
- キュート
- サイゼリヤ
- サンキューマート
- ソフマップ・アニメガ
- ディッパーダン
- ヴィレッジ・ヴァンガード アウトレット

### 1階
- AZUL BY MOUSSY
- イング
- aimerfeel
- クレモ
- フライングタイガーコペンハーゲン
- FRESHNESS BURGER
- ロデオクラウンズ ワイドボウル
- わたしのハイフ

### 2階
- スピンズ
- ハニーズ
- ハローズガーデン バイキュート
- プロショップ フュージョン
- ベイビークラブ
- ワンフォーエバー
- コインスペース

### 3・4階
- マックハウス
- ファッションセンターしまむら

### 5階
- ダイソー
- ユザワヤ
- 静岡歯科

## 近隣の商業施設
- パルシェ
- ASTY静岡
- 新静岡セノバ
- ペガサート
- 静岡モディ
- 松坂屋静岡店
- 静岡伊勢丹
- Den bill
- 静岡パルコ
- セントラルスクエア静岡
- MARK IS 静岡
- 呉服町タワー
- 札の辻クロス
- 葵タワー